# Alhana Starbreeze
Alhana Starbreeze es un personaje del universo ficticio de Dragonlance. Es una elfa silvanesti del continente de Ansalon.

## Descripción
Se la describe como una mujer muy bella de pelo negro y piel pálida. Se dice también que los elfos la llaman Muralasa, que significa reina de la noche. Es orgullosa y no le gusta mezclarse con los humanos, siendo Sturm el primer hombre que llega a ver su rostro, aunque eso es algo común entre los elfos. También se dice que para ella, igual que para Sturm, el honor es lo más importante, de tal modo que cuando busca ayuda, llega incluso a presentarse ante gente que ella sabe que no quiere hacer nada en contra del ejército de la Reina de la Oscuridad, con tal de seguir el protocolo establecido, aún sabiendo que era probable que la hiciesen prisionera o la matasen.

## Historia
Alhana es hija del Orador de las Estrellas, regente de Silvanesti. Durante la Guerra de la Lanza, su padre murió a causa de un Orbe de los Dragones, y ella ocupó su puesto. En esta guerra conoció a Sturm, del que se enamoró, llegando a regalarle una Joya Estrella, regalo que se hacen los amantes elfos cuando han de estar separados. Se enteró de la muerte de éste a través de la misma.
Acabada la Guerra de la Lanza, se casó con Porthios y tuvo un hijo llamado Silvanoshei, que con el tiempo llegaría a ser Orador de las Estrellas, a pesar de que sus padres hubieran sido declarados elfos oscuros y desterrados tanto de Silvanesti como de Qualinesti.
- Datos: Q5668404